# Organisation internationale de recherche sur le cerveau
L’Organisation internationale de recherche sur le cerveau (en anglais International Brain Research Organization, IBRO) est une association internationale non gouvernementale dont l'objectif est de coordonner les travaux les recherches sur le cerveau à travers le monde.

## Mission
IBRO (organisation internationale de recherche sur le cerveau) est une union d'organisations de la neuroscience dont le but est de promouvoir et de soutenir la formation et la recherche en neurosciences dans le monde entier.
Plus de 80 organisations scientifiques internationales, nationales et régionales constituent le Conseil des gouverneurs de l'IBRO qui, avec les six comités régionaux, dirigent des programmes éducatifs vers les jeunes chercheurs en neurosciences qui ont besoin de soutien et d'assistance.
En outre, IBRO a établi des partenariats avec des fédérations de sociétés scientifiques aux vues similaires afin d'identifier les priorités et aider à combler les lacunes dans la connaissance, les investissements et les ressources dans le domaine du cerveau et des maladies qui l'affectent, de la naissance au vieil âge.
La mission de l'IBRO est de:
- développer, soutenir, coordonner et promouvoir la recherche scientifique dans tous les domaines concernant le cerveau;
- promouvoir la collaboration et l'échange d'informations scientifiques sur les recherches sur le cerveau à travers le monde;
- assister à l'éducation et à la diffusion d'informations relatives à la recherche sur le cerveau par tous les moyens disponibles.

## Histoire
L'Organisation internationale de recherche sur le cerveau (IBRO) a été fondée en 1961 en réponse à la demande croissante, de la part de neuroscientifiques dans divers pays, de créer une organisation universelle et d'améliorer la communication et la collaboration entre les chercheurs du cerveau.
L'origine de cette organisation remonte à une réunion d'électro-encéphalographeurs à Londres en 1947, qui conduit à la création d'une Fédération Internationale de Neurophysiologie clinique (en) (ICNS). Lors d'une conférence de ce groupe et d'autres participants à Moscou en 1958, il y eut un soutien unanime pour la création d'une organisation internationale représentant les recherches sur le cerveau dans le monde entier.
Ce plan fut accueilli par l'UNESCO, et IBRO fut créé en 1960 comme une organisation indépendante, non gouvernementale. IBRO a établi des liens étroits avec le Conseil international des unions scientifiques (ICSU), une division de l'UNESCO, et en 1976 a reçu le statut associé (dans la catégorie unions scientifiques du ICSU).
IBRO est régie par son Conseil d'administration, qui est constitué de plus de 80 sociétés de neurosciences. L'organisation représente les intérêts de plus de 75000 spécialistes de neurosciences dans le monde entier.
IBRO a célébré son 50e anniversaire lors du 8e Congrès mondial à Florence, en Italie, en 2011.

## Liste des dirigeants
| Identité         | Période | Période | Durée |
| Identité         | Début   | Fin     | Durée |
| ---------------- | ------- | ------- | ----- |
| Jerome Sanes (d) | 2020    |         |       |

| Identité                        | Période | Période | Durée |
| Identité                        | Début   | Fin     | Durée |
| ------------------------------- | ------- | ------- | ----- |
| Pierre Magistretti (né en 1952) | 2014    | 2019    | 5 ans |
| Tracy Bale (en) (née en 1969)   | 2020    |         |       |